# Hubert-Gletscher
Der Hubert-Gletscher (spanisch Glaciar Hubert) ist ein Gletscher an der Rymill-Küste des Palmerlands auf der Antarktischen Halbinsel. Er fließt unmittelbar südöstlich der Steeple Peaks in den George-VI-Sund.
Chilenische Wissenschaftler benannten ihn nach dem Glaziologen Hubert Miller (* 1936), Teilnehmer an der 18. Chilenischen Antarktisexpedition (1963–1964).